# Пам'ятки історії Тростянецького району
У Тростянецькому районі Вінницької області на обліку перебуває 96  пам'яток історії.
| № п/п              | Охор. № | Найменування пам’ятки | Адреса                                                                 | Дата (епоха)                          | Дата відкриття або виявлення | Автори                                            | Матеріал                             | Основні розміри                            | Рішення про взяття під охорону |
| ------------------ | ------- | --- | ---------------------------------------------------------------------- | ------------------------------------- | ---------------------------- | ------------------------------------------------- | ------------------------------------ | ------------------------------------------ | ------------------------------ |
| 1.                 | 932     | Братська могила 14 червоноармійців, братська могила 96 воїнів Радянської армії, загиблих при визволенні селища та пам’ятник 417 воїнам-односельцям, загиблим на фронтах ВВВ               | с-ще Тростянець, Тростянецька сел/р, вул. Леніна                       | 1919—1921 рр., 1944 р., 1941—1945 рр. | 1954 р., 1975 р.             | Вінницький худ. фонд                              | ск. з/бетон, пост. цегла             | ск. 1,8 м, п. 1,2х1,4х1,0 м                | № 313 10.06.1971 р.            |
| 2.                 | 100     | Братська могила 463 жертв голодомору | с-ще Тростянець, Тростянецька сел/р, на кладовищі                      | 1932-33 рр.                           | 1993 р.                      | місцеві майстри                                   | об. граніт                           | 2,5 м                                      | № 501 20.12.1993 р.            |
| 3.                 | 929     | Пам’ятник 103 воїнам-односельцям, загиблим на фронтах ВВВ | с. Бережанка, Ободівська с/р, біля клубу                               | 1941—1945 рр.                         | 1967 р.                      | Київський худ. фонд                               | ск. з/бетон, пост. цегла             | ск. 2 м, п. 1,3х2х1,3 м                    | № 313 10.06.1971 р.            |
| 4.                 | 930     | Братська могила 2 воїнів Радянської армії, загиблих при обороні села, та пам’ятник 443 воїнам-односельцям, загиблим на фронтах ВВВ                                                        | с. Буди, Будівська с/р, біля пошти                                     | 1941 р., 1941—1945 рр.                | 1956 р.                      | Одеський худ. фонд                                | ск. з/бетон, пост. цегла             | ск. 1,5 м, п. 0,8х1,2х1,8 м                | № 313 10.06.1971 р.            |
| 5.                 | 378     | Пам’ятник 113 воїнам-односельчанам, загиблим на фронті ВВВ | с. Велика Стратіївка, Гордіївська с/р, в центрі села.                  | 1941—1945 рр.                         | 1971 р.                      | Черкаський худ. фонд                              | об. бетон, пост. бетон               | об. 10 м, п. 1х0,6х0,6 м                   | № 313 10.06.1971 р.            |
| 6.                 | 375     | Могила 3 воїнів Радянської армії і пам’ятник 195 воїнам-односельчанам, загиблим на фронтах ВВВ                                                                                            | с. Верхівка, Верхівська с/р, біля Будинку культури.                    | 1944 р., 1941—1945 рр.                | 1975 р.                      | ск. Ковтун, м. Київ                               | ск. кована мідь, пост. бетон         | ск. 3 м, п. 1,2х2,2х1,3 м                  | № 291 09.06.1977 р.            |
| 7.                 | 181     | Пам’ятник 174 воїнам-односельчанам, загиблим на фронтах ВВВ | с. Глибочок, Глибочанська с/р, в центрі села                           | 1941—1945 рр.                         | 1982 р.                      | Київський худ. фонд                               | з/бетон                              | ск. 5,8 м, п. 1,6 м                        | № 75 20.02.1985 р.             |
| 8.                 | 933     | Пам’ятник 187 воїнам-односельчанам, загиблим на фронті ВВВ | с. Гордіївка, Гордіївська с/р, біля Будинку культури                   | 1941—1945 рр.                         | 1968 р.                      | Одеський худ. фонд                                | ск. з/б, пост. цегла                 | ск. 3,5 м, п. 1,1х3,5х0,8 м                | № 313 10.06.1971 р.            |
| 9.                 | 379     | Пам’ятник 127 воїнам-односельчанам, загиблим на фронті ВВВ | с. Демидівка, Демидівська с/р, біля Будинку культури                   | 1941—1945 рр.                         | 1969 р.1978 р.               | Черкаський худ. фонд                              | ск. бетон, пост. граніт              | ск. 6 м, п. 3х2х2 м                        | № 291 09.06.1977 р.            |
| 10.                | 87      | Пам’ятник 295 воїнам-односельчанам, загиблим на фронтах ВВВ | с. Ілляшівка, Ілляшівська с/р, в центрі села                           | 1941—1945 рр.                         | 1987 р.                      | Вінницький худ. фонд                              | з/бетон                              | 2,8 м                                      | № 82 03.04.1990 р.             |
| 11.                | 380     | Пам’ятник 146 воїнам-односельчанам, загиблим на фронтах ВВВ | с. Капустяни, Капустянська с/р, в центрі села                          | 1941—1945 рр.                         | 1972 р.                      | ск. В. О. Сидоров, м. Вінниця                     | ск. з/б, пост. цегла                 | ск. 3 м, п. 2х2х2м                         | № 291 09.06.1977 р.            |
| 12.                | 180     | Могила невідомого воїна | с. Капустяни, Капустянська с/р, в парку                                | 1944 р.                               | 1972 р.                      | місцеві майстри                                   | об. метал                            | об. 1,2 м                                  | № 75 20.02.1985 р.             |
| 13.                | 381     | Пам’ятник 146 воїнам-односельчанам, загиблим на фронтах ВВВ | с. Китайгород, Савинецька с/р, біля Будинку культури                   | 1941—1945 рр.                         | 1971 р.                      | Вінницький худ. фонд                              | ск. з/бпост. бетон                   | ск. 2,75 м, п. 1,1х1,6х1,4 м               | № 291 09.06.1977 р.            |
| 14.                | 163     | Пам’ятник 108 воїнам-односельчанам, загиблим на фронтах ВВВ | с. Козинці, Верхівська с/р,в центрі села                               | 1941—1945 рр.                         | 1985 р.                      | Одеський худ. фонд                                | з/бетон                              | ск. 2 м, п. 3,2 м                          | № 228 22.05.1986 р.            |
| 15.                | 934     | Пам’ятник 91 воїну-односельчанину, загиблим на фронтах ВВВ | с. Красногірка, Ілляшівська с/р, біля клубу.                           | -//-                                  | 1968 р.                      | ск. О.П.Левицький,м. Вінниця                      | об. з/бетон                          | об. 7,8 м                                  | № 313 10.06.1971 р.            |
| 16.                | 382     | Пам’ятник 290 воїнам-односельчанам, загиблим на фронтах ВВВ | с. Летківка, Летківська с/р, біля Будинку культури                     | 1941—1945 рр.                         | 1965 р.                      | Одеський худ. фонд                                | ск. бетон, п. цегла                  | ск. 4 м, п. 1,7х1,8х2 м                    | № 313 10.06.1971 р.            |
| 17.                | 936     | Пам’ятник 337 воїнам-односельчанам, загиблим на фронтах ВВВ | с. Мала Стратіївка, Новоободівська с/р, біля школи                     | 1941—1945 рр.                         | 1970 р.                      | Черкаський худ. фонд                              | об. з/б, ск. з/б, пост. бетон        | об. 15 м, ск. 4 м, п. 1х1х0,5 м            | № 313 10.06.1971 р.            |
| 18.                | 383     | Пам’ятник 40 воїнам-односельчанам, загиблим на фронтах ВВВ | с. Митківка, Гордіївська с/р, в центрі села                            | 1941—1945 рр.                         | 1971 р.                      | Черкаський худ. фонд                              | об. бетон                            | об. 10 м                                   | № 291 09.06.1977 р.            |
| 19.                | 937     | Братська могила 163 воїнів Радянської армії, загиблих при визволенні села, і пам’ятник 461 воїнові-односельцю, загиблим на фронтах ВВВ, могила керівників районної підпільної організації | с. Ободівка, Ободівська с/р, в сквері.                                 | 1944 р., 1941—1945 рр., 1943 р.       | 1967 р.                      | ск. Усенко, м. Київ                               | ск. з/б, п. цегла                    | ск. 3 м, пост. 0,8х2х2 м                   | № 313 10.06.1971 р.            |
| 20.                | 46      | Братська могила 197 жертв голодомору | с. Ободівка, Ободівська с/р, на кладовищі                              | 1933 р.                               | 1996 р.                      | місцеві майстри                                   | з/бетон                              | 2х3 м                                      | №44322.12.1997 р.              |
| 21.                | 182     | Пам’ятник 156 воїнам – односельчанам, загиблим на фронтах ВВВ | с. Олександрівка, Олександрівська с/р, в центрі села.                  | 1941-45 рр.                           | 1978 р.                      | Київський худ. фонд                               | з/бетон,граніт                       | ск.5 м, п. 2 м                             | № 75 20.02.1985 р.             |
| 22.                | 938     | Пам’ятник 203 воїнам-односельцям, загиблим на фронтах ВВВ | с. Оляниця, Оляницька с/р, біля школи                                  | 1941-45 рр.                           | 1968 р.                      | ск. Голованов                                     | ск. з/б, пост. з/б                   | ск. 2,4 м, п. 2х1,4х0,5 м                  | № 313 10.06.1971 р.            |
| 23.                | 384     | Пам’ятник 137 воїнам – односельчанам, загиблим на фронтах ВВВ | с. Савинці, Савинецька с/р, біля Будинку культури                      | 1941-45 рр.                           | 1971 р.                      | Київський худ. фонд                               | ск. гр. з/бетон, пост. бетон         | ск. 5 м, п. 2,5х3х3 м                      | № 291 09.06.1977 р.            |
| 24.                | 88      | Пам’ятник 88 воїнам-односельчанам, загиблим на фронтах ВВВ | с. Скибинці, Глибочанська с/р                                          | 1941—1945 рр.                         | 1988 р.                      | Дніпропетровський худ. фонд                       | з/бетон                              | 3 м, стела 10 м                            | №8203.04.1990 р.               |
| 25.                | 931     | Братська могила 59 воїнів Радянської армії, загиблих при визволенні села | с. Торканівка, Торканівська с/р, біля с/р.                             | 1944 р.                               | 1955 р.                      | Київський худ. фонд                               | ск. з/б, пост. цегла                 | ск. 2,3 м,                                 | № 313 10.06.1971 р.            |
| 26.                | 939     | Пам’ятник 185 воїнам-односельчанам, загиблим на фронтах ВВВ | с. Тростянчик, Тростянчицька с/р, в центрі села                        | 1941—1945 рр.                         | 1967 р.                      | Черкаський худ. фонд                              | ск. з/б, пост. граніт                | ск. 3 м, п. 3,5х1,15х1,15 м                | № 313 10.06.1971 р.            |
| 27.                | 377     | Братська могила 44 радянських воїнів, загиблих при обороні та визволенні села | с. Цибулівка, Цибулівська с/р, біля Будинку культури.                  | 1941 р., 1944 р.                      | 1956 р.                      | Київський худ. фонд                               | ск. з/б, п. цегла                    | ск. 2,95 м, п. 1,5х1,8х1,8 м               | № 291 09.06.1977 р.            |
| 28.                | 385     | Пам’ятник 347 воїнам-односельцям, загиблим на фронтах ВВВ | с. Четвертинівка, Четвертинівська с/р, біля Будинку культури           | 1941—1945 рр.                         | 1975 р.                      | Одеський худ. фонд                                | ск. бетон, пост. граніт              | ск. 4 м, п. 3,5х2х0,9 м                    | № 313 10.06.71 р.              |
| 29.                | 922     | Пам’ятник на честь 300-річчя Батізької битви | с. Четвертинівка, Четвертинівська с/р, за 4 км від села, урочища Батіг | 1652 р.                               | 1954—2000 рр.                | місцеві майстри                                   | об. граніт                           | об. 2,7х1,7х1,4 м                          | № 313 10.06.1971 р.            |
| 30.                | 101     | Братська могила 246 жертв голодомору | с. Четвертинівка, Четвертинівська с/р, біля кладовища                  | 1932—1933 рр.                         | 1993 р.                      | місцеві майстри                                   | об. метал                            | вис. 2,5 м                                 | № 501 20.12.1993 р.            |
| 31.                | 114     | Поле Батізької битви | с. Четвертинівка, Четвертинівська с/р, північно-західна окраїна села   | 1652 р.                               | __                           | ____                                              | ____                                 | ____                                       | № 470 29.12.2002 р.            |
| Тульчинський район |         | |                                                                        |                                       |                              |                                                   |                                      |                                            |                                |
| 32.                | 988     | Будинок (зруйнований), в якому жив П.І. Пестель | м. Тульчин, Тульчинська м/р. вул. Пестеля 21                           | 1818—1825 рр.                         | поч. XIX ст.                 | місцеві майстри                                   | Цегла                                | 3,5х20х16,2 м                              | № 313 10.06.1971 р.            |
| 33.                | 1147    | Будинок, в якому жив український композитор Н. Д. Леонтович | м. Тульчин, Тульчинська м/р, вул. Леонтовича, 2                        | 1908—1921 рр.                         | XIX ст.                      | місцеві майстри                                   | дерево, камінь                       | 3012,6 м²                                  | № 313 10.06.1971 р.            |
| 34.                | 960     | Братська могила червоноармійців | м. Тульчин, Тульчинська м/р, вул. Кучерявого                           | 1920 р.                               | 1927 р.                      | місцеві майстри                                   | об. граніт                           | в. 1,45 м                                  | № 313 10.06.1971 р.            |
| 35.                | 961     | Братська могила червоноармійців | м. Тульчин, Тульчинська м/р, на кладовищі                              | 1919—1920 рр.                         | 1973 р.                      | місцеві майстри                                   | об. граніт                           | в. 1,45, основа 0,6х0,4 м                  | № 313 10.06.1971 р.            |
| 36.                | 974     | Братська могила 293 воїнів Радянської армії, загиблих при звільненні міста | м. Тульчин, Тульчинська м/р, вул. Леніна, 65                           | 1944 р.                               | 1955 р.                      | Харківський худ. фонд                             | ск. з/бетон, пост цегла              | ск. 2,6 м, п. 1,75х1,4х1,4 м               | -//-                           |
| 37.                | 393     | Братська могила 3 червоноармійців | с. Ганнопіль, Ганнопільська с/р, східна околиця села                   | 1919 р.                               | 1973 р.                      | Місцеві майстри                                   | граніт                               | об. 1,45х0,7х0,3 м                         | №291 09.06.1977 р.             |
| 38.                | 963     | Могила воїна Радянської Армії, загиблого при звільненні села | с. Ганнопіль, Ганнопільська, с/р, біля клубу                           | 1944 р.                               | 1956 р.                      | Київський худ. фонд                               | ск. з/бетон, пост. цегла             | ск. 2,5 м, п. 2,8х0,9х0,9 м                | № 313 10.06.1971 р.            |
| 39.                | 402     | Пам’ятник 188 воїнам – односельчанам, загиблим на фронтах ВВВ | с. Ганнопіль, Ганнопільська с/р, біля школи                            | 1941—1945 рр.                         | 1972 р.                      | Київський худ. фонд                               | ск. з/бетон, пост. граніт            | ск. композ. 2,2х4,0х1,25 м, п. 2х2,5х5,5 м | № 291 09.06.1977 р.            |
| 40.                | 399     | Пам’ятник 134 воїнам – односельчанам, загиблим на фронтах ВВВ | с. Білоусівка, Білоусівська с/р, біля магазину                         | 1941—1945 рр.                         | 1973 р.                      | Житомир. худ. фонд                                | ск. з/бетон, пост. цегла             | ск. 1,5 м, п. 1,2х3х2 м                    | № 291 09.06.1977 р.            |
| 41.                | 208     | Могила К.В. Широцького | с. Білоусівка, Білоусівська с/р, на кладовищі                          | 1886—1919 рр.                         | 1978 р.                      | місцеві майстри                                   | граніт                               | об.1,2 м                                   | №7520.02.1985 р.               |
| 42.                | 409     | Пам’ятник 164 воїнам – односельчанам, загиблим на фронтах ВВВ | с. Богданівка (кол. Калініне), Богданівська с/р, біля с/р.             | 1941—1945 рр.                         | 1970 р.                      | Київський худ. фонд                               | ск. з/бетон, пост. граніт            | ск. 3,5 м, п. 1,7х2,8х2,5 м                | № 291 09.06.1977 р.            |
| 43.                | 398     | Братська могила 19 мирних жителів | с. Богданівка (кол. Калініне), Богданівська с/р, на кладовищі.         | 1944 р.                               | 1975 р.                      | місцеві майстри                                   | об. граніт, пост. граніт             | об. 1,5х0,7х0,2 м, п. 1х1,20х0,60 м        | № 291 09.06.1977 р.            |
| 44.                | 962     | Братська могила 74 воїнів Радянської армії, загиблих при визволенні села | с. Бортники, Бортницька с/р, біля школи                                | 1944 р.                               | 1959 р.                      | Київський худ. фонд                               | ск. з/бетон, пост. цегла             | ск. 2,6 м, п. 3х1,65х1,65 м                | № 313 10.06.1971 р.            |
| 45.                | 400     | Пам’ятник 216 воїнам-односельцям, загиблим на фронтах ВВВ | с. Бортники, Бортницька с/р, біля школи                                | 1941—1945 рр.                         | 1969 р.                      | Київський худ. фонд                               | ск. з/бетон, пост. цегла             | ск. 2,5 м, п. 1,4х1,3х1,7 м                | № 291 09.06.1977 р.            |
| 46.                | 401     | Пам’ятник 90 воїнам-односельцям, загиблим на фронтах ВВВ | с. Василівка, Заозерненська с/р, біля магазину                         | 1941—1945 рр.                         | 1973 р.                      | Житомир. худ. фонд                                | ск. з/бетон, пост. цегла             | ск. 2,8 м, п. 1,5х1,4х1,2 м                | № 291 09.06.1977 р.            |
| 47.                | 403     | Пам’ятник 102 воїнам-односельчанам, загиблим на фронтах ВВВ | с. Гути, Клебаньська с/р, біля клубу                                   | 1941—1945 рр.                         | 1975 р.                      | Київський худ. фонд                               | ск. з/бетон, пост. цегла             | ск. 3 м, п. 0,9х1,85х1,1 м                 | № 291 09.06.1977 р.            |
| 48.                | 964     | Братська могила червоноармійців і 28 воїнів Радянської Армії, загиблих при звільненні села                                                                                                | с. Дранка, Дранська с/р, на кладовищі                                  | 1920 р., 1944 р.                      | 1975 р.                      | місцеві майстри                                   | об. граніт                           | об. 2х0,7х0,7 м                            | № 313 10.06.1971 р.            |
| 49.                | 405     | Пам’ятник 184 воїнам-односельчанам, загиблим на фронтах ВВВ | с. Дранка, Дранська с/р, біля контори СТОВ                             | 1941—1945 рр.                         | 1970 р.                      | Київський худ. фонд                               | ск. з/бетон, пост. цегла             | ск. 3 м, п. 3,9х3,5х3,5 м                  | № 291 09.06.1977 р.            |
| 50.                | 965     | Братська могила 5 радянських воїнів, загиблих при визволенні села | с. Журавлівка, Журавлівська с/р, біля Будинку культури                 | 1944 р.                               | 1952 р.                      | Харків. худ. фонд                                 | ск. з/бетон, пост. цегла             | ск. 2,5 м, п. 4х1,20х1,20 м                | № 313 10.06.1971 р.            |
| 51.                | 406     | Пам’ятник 556 воїнам-односельцям, загиблим на фронтах ВВВ | с. Журавлівка, Журавлівська с/р, біля с/р                              | 1941—1945 рр.                         | 1969 р.                      | Київський худ. фонд                               | об. граніт, пост. граніт             | об. 8,6 м, п. 2,1х1,7х1,7 м                | № 291 09.06.1977 р.            |
| 52.                | 408     | Пам’ятник 145 воїнам-односельчанам, загиблим на фронтах ВВВ | с. Заозерне, Заозерненська с/р, біля Будинку культури.                 | 1941—1945 рр.                         | 1973 р.                      | Житомир. худ. фонд                                | ск. з/бетон, пост. цегла             | ск. 2 м, п. 1,70х3х2,2 м                   | -//-                           |
| 53.                | 407     | Могила невідомого воїна і пам’ятник 156 воїнам-односельцям, загиблим на фронтах ВВВ | с. Зарічне, Зарічненська с/р, біля Будинку культури.                   | 1941—1945 рр.                         | 1975 р.                      | Житомир. худ. фонд                                | об. граніт                           | вис. 9 м                                   | № 291 09.06.1977 р.            |
| 54.                | 522     | Пам’ятник 112 воїнам – односельчанам, загиблим на фронтах ВВВ | с. Кинашів, Кинашівська с/р, біля церкви                               | 1941—1945 рр.                         | 1982 р.                      | Київський худ. фонд                               | об. граніт, ск. з/бетон, пост. цегла | об. 2,5х0,9 м, ск. 1,65 м                  | № 96 17.02.1983 р.             |
| 55.                | 958     | Суворівські криниці | с. Кинашів, Кинашівська с/р, південно-східна околиця села.             | 1796 р.                               | 1973 р.                      | місцеві майстри                                   | граніт                               | розміри 1,1х0,7х1,1 м                      | № 313 10.06.1971 р.            |
| 56.                | 395     | Братська могила 20 червоноармійців | с-ще Кирнасівка, Кирсанівська сел/р, вул. Привокзальна                 | 1919 р.                               | 1950 р.                      | місцеві майстри                                   | об. з/бетон, пост. цегла             | об. 1,2 м, п. 0,3х0,9х0,9 м                | № 291 09.06.1977 р.            |
| 57.                | 968     | Братська могила 6 воїнів Радянської армії, загиблих при визволенні села | с-ще Кирнасівка, Кирсанівська сел/р, на кладовищі.                     | 1944 р.                               | 1955 р.                      | Харків. худ. фонд                                 | ск. з/бетон, пост. цегла             | ск. 2,5 м, п. 2,4х1х1 м                    | № 313 10.06.1971 р.            |
| 58.                | 977     | Пам’ятник 274 воїнам-односельчанам, загиблим на фронтах ВВВ | с-ще Кирнасівка, Кирсанівська сел/р, біля школи.                       | 1941—1945 рр.                         | 1969 р.                      | Київський худ. фонд                               | ск. з/бетон, пост. цегла             | ск. 5 м, п. 1,25х2х2 м                     | № 313 10.06.1971 р.            |
| 59.                | 1175    | Будинок колишньої сторожки, в якій збирались члени Південного товариства декабристів і пам’ятний знак „Руська правда”                                                                     | с-ще Кирнасівка, Кирсанівська сел/р, в лісі                            | 1823—1825 рр.                         | 1972 р.                      | невідомі                                          | дерево                               | загальна площа 376,5 м²                    | № 313 10.06.1971 р.            |
| 60.                | 177     | Пам’ятний знак „Руській правді” | с-ще Кирнасівка, Кирсанівська сел/р, вул. Леніна, 10                   | 1825 р.                               | 1972 р.                      | місцеві майстри                                   | граніт                               | об. 1,2 м                                  | № 228 22.05.1986 р.            |
| 61.                | 966     | Братська могила 7 воїнів Радянської армії, загиблих при визволенні села | с. Клебань, Клебанська с/р, біля Будинку культури                      | 1944 р.                               | 1957 р.                      | Харків. худ. фонд                                 | ск. з/бетон, пост. цегла             | ск. 2,5 м, п. 1,7х2,1х2,2 м                | № 313 10.06.1971 р.            |
| 62.                | 410     | Пам’ятник 396 воїнам-односельчанам, загиблим на фронтах ВВВ | с. Клебань, Клебанська с/р, біля дитячого садка.                       | 1941—1945 рр.                         | 1974 р.                      | Київський худ. фонд                               | ск. з/бетон, пост. цегла             | ск. 3 м, п. 0,8х1,85х1,10 м                | № 291 09.06.1977 р.            |
| 63.                | 394     | Братська могила 20 воїнів Червоної армії | с. Копіївка, Копіївська с/р, на кладовищі.                             | 1920 р.                               | 1973 р.                      | місцеві майстри                                   | об. граніт                           | об. 1,8х0,8х0,6 м                          | № 291 09.06.1977 р.            |
| 64.                | 968     | Братська могила 11 воїнів Радянської армії, загиблих при визволенні села | с. Копіївка, Копіївська с/р, по дорозі на с. Торків                    | 1944 р.                               | 1952 р.                      | Харків. худ. фонд                                 | ск. з/бетон, пост. цегла             | ск. 2,5 м, п. 2,5х1,2х1,2 м                | № 313 10.06.1971 р.            |
| 65.                | 411     | Пам’ятник 196 воїнам-односельцям, загиблим на фронтах ВВВ | с. Крищинці, Крищинецька с/р, біля контори СТОВ                        | 1941—1945 рр.                         | 1969                         | Київський худ. фонд                               | ск. з/бетон, пост. цегла             | ск. 3,4 м, п. 1,35х2,50х1,80 м             | № 291 09.06.1977 р.            |
| 66.                | 209     | Могила Гончара І.Т. | с. Крищинці, Крищинецька с/р, на кладовищі                             | 1899—1944 рр.                         | 1969                         | Київський худ. фонд                               | мармур                               | об. 2,6 м                                  | № 75 20.02.1985 р.             |
| 67.                | 969     | Братська могила 6 юних розвідників | с. Левківці, Левківська с/р, на кладовищі                              | 1944 р.                               | 1946 р.                      | місцеві майстри                                   | об. пісковик                         | об. 1,5 м, п. 1 м                          | № 313 10.06.1971 р.            |
| 68.                | 412     | Пам’ятник 123 воїнам-односельчанам, загиблим на фронтах ВВВ | с. Левківці, Левківська с/р, біля ставка                               | 1941-45 рр.                           | 1974 р.                      | Київський худ. фонд                               | ск. з/бетон, цоколь цегла            | ск. 3,5 м, цоколь 0,5х3х4 м                | № 291 09.06.1977 р.            |
| 69.                | 178     | Пам’ятник 160 воїнам-воїнам-односельчанам, загиблим на фронтах ВВВ | с. Мазурівка, Кинашівська с/р, біля школи                              | 1941—1945 рр.                         | 1983 р.                      | Київський худ. фонд                               | з/бетон                              | ск. 2,5 м, п.1,9 м                         | № 228 22.05.1986 р.            |
| 70.                | 413     | Пам’ятник 70 воїнам-односельчанам, загиблим на фронтах ВВВ | с. Маньківка, Михайлівська с/р, біля клубу                             | 1941—1945 рр.                         | 1968 р.                      | Київський худ. фонд                               | ск. з/бетон, пост. цегла             | ск. 2,8 м, п. 1,6х1,25х1,25 м              | № 291 09.06.1977 р.            |
| 71.                | 414     | Пам’ятник 80 воїнам-односельцям, загиблим на фронтах ВВВ | с. Михайлівка, Михайлівська с/р, біля Будинку культури.                | 1941-45 рр.                           | 1968 р.                      | Київський худ. фонд                               | ск. з/бетон, пост. цегла             | ск. 2,5 м, п. 1,75х1,50х1,50 м             | № 291 09.06.1977 р.            |
| 72.                | 488     | Пам’ятник 183 воїнам-односельчанам, загиблим на фронтах ВВВ | с. Нестерварка, Кинашівська с/р, біля магазину                         | 1941—1945 рр.                         | 1981 р.                      | Вінницький худ. фонд                              | об. граніт                           | об. 7 м                                    | № 96 17.02.1983 р.             |
| 73.                | 957     | Суворівська „Пряжка” | с. Нестерварка, Михайлівська с/р, на полі                              | 1796 р.                               | 1960 р.                      | місцеві майстри                                   | об. цегла                            | об. 1,5х0,75х0,75 м                        | № 313 10.06.1971 р.            |
| 74.                | 979     | Пам’ятник 77 воїнам-односельцям, загиблим на фронтах ВВВ | с. Петрашівка, Печерська с/р, біля клубу                               | 1941-45 рр.                           | 1967 р.                      | Київський худ. фонд                               | об. граніт, цегла                    | об. 1,9 м, цоколь: 0,7х2х1,8 м             | № 313 10.06.1971 р.            |
| 75.                | 397     | Братська могила 27 воїнів Радянської армії, загиблим при обороні села | с. Печера, Печерська с/р, біля Будинку культури                        | 1941 р.                               | 1968 р.                      | Київський худ. фонд                               | об. граніт                           | об. 1,2х2,2х2 м                            | № 291 09.06.1977 р.            |
| 76.                | 971     | Братська могила 8 воїнів Радянської армії, загиблих при визволенні села | с. Печера, Печерська с/р, 2 км на схід від села                        | 1944 р.                               | 1958 р.                      | Харків. худ. фонд                                 | ск. з/бетон, пост. цегла             | ск. 1,65, п. 1,1х1,2х0,75 м                | № 313 10.06.1971 р.            |
| 77.                | 404     | Пам’ятник 75 воїнам-односельчанам, загиблим на фронтах ВВВ | с. Печера,(кол. Даньківка) Печерська с/р, біля клубу                   | 1941—1945 рр.                         | 1969 р.                      | Київський худ. фонд                               | ск. з/бетон, пост. цегла             | ск. 2,6 м, п. 1х0,9х1 м                    | № 291 09.06.1977 р.            |
| 78.                | 880     | Пам’ятник 126 воїнам-односельцям, загиблим на фронтах ВВВ | с. Печера, Печерська с/р, біля кафе.                                   | 1941—1945 рр.                         | 1967                         | Київський худ. фонд                               | ск. з/бетон, пост. цегла             | ск. 2,15 м, п. 1,5х1,25х1,25 м             | № 313 10.06.1971 р.            |
| 79.                | 210     | Братська могила мирних жителів | с. Печера, Печерська с/р, на кладовищі.                                | 1942 р.                               | 1976 р.                      | ск. Малін М. І.                                   | бетон, мармур                        | б. 1 м, п. 2,75 м                          | № 75 20.02.1985 р.             |
| 80.                | 978     | Пам’ятник 216 воїнам-односельцям, загиблим на фронтах ВВВ | с. Сільниця, Сільницька с/р, біля Будинку культури.                    | 1942 р.                               | 1969 р.                      | Київський худ. фонд                               | ск. з/бетон, пост. цегла             | ск. 2 м, п. 2х1,7х1,7 м                    | № 313 10.06.1971 р.            |
| 81.                | 416     | Пам’ятник 606 воїнам-односельцям, загиблим на фронтах ВВВ | с. Суворівське, Суворівська с/р, біля контори СТОВ                     | 1942 р.                               | 1972 р.                      | Київський худ. фонд                               | ск. з/бетон, пост. цегла             | ск. 2,5 м, п. 2х2,50х3 м                   | № 291 09.06.1977 р.            |
| 82.                | 417     | Пам’ятник 165 воїнам-односельцям, загиблим на фронтах ВВВ | с. Тарасівна, Тарасівка с/р, біля Будинку культури                     | 1942 р.                               | 1973 р.                      | Житомир. худ. фонд                                | ск. з/бетон, пост. цегла             | ск. 2,9 м, п. 0,7х2,5х1,7 м                | № 291 09.06.1977 р.            |
| 83.                | 972     | Меморіальний комплекс:могили учасників громадянської війни, учасників підпілля та братська могила 21 воїнів – визволителів, загиблих при звільненні села                                  | с. Тиманівка, Тиманівська с/р, біля контори СТОВ                       | 1920р.,1944 р.                        | 1954 р.рест. 1981 р.         | ск. С. Мороз                                      | ск. з/бетон,пост. цегла              | ск. 2,5 м                                  | № 313 10.06.1971 р.            |
| 84.                | 982     | Пам’ятник 292 воїнам-односельцям, загиблим на фронтах ВВВ | с. Тиманівка, Тиманівська с/р, біля Будинку культури.                  | 1941—1945 рр.                         | 1967 р.                      | ск. О. О. Мельничук, арх. Г. П. Вороніна, м. Київ | ск. з/бетон, пост. граніт            | ск. 5 м, п. 5х2,2х2,8 м                    | № 313 10.06.1971 р.            |
| 85.                | 987     | Будинок, в якому жив О.В. Суворов | с. Тиманівка, Тиманівська с/р, вул. Леніна, 3                          | 1796—1797 рр.                         | XVIII ст.                    | ____                                              | цегла                                | 185 м²                                     | -//-                           |
| 86.                | 61      | Будинок ТОЗу, в якому працював і жив двічі Герой Соціалістичної Праці Желюк П.О. | с. Тиманівка, Тиманівська с/р, вул. Желюка, 6                          | 1920—1930 рр.                         | 1994 р.                      | місцеві майстри                                   | цегла                                | 8х14 м                                     | №6605.10.1995 р.               |
| 87.                | 396     | Братська могила 3 червоноармійців | с. Торків, Торківська с/р, на кладовищі.                               | 1920 р.                               | 1976 р.                      | місцеві майстри                                   | об. граніт                           | об. 1,6х0,5х0,2 м                          | № 291 09.06.1977 р.            |
| 88.                | 973     | Братська могила 62 воїнів Радянської армії, загиблих при визволенні села | с. Торків, Торківська с/р, за 2 км на північ від села.                 | 1944 р.                               | 1955 р.                      | ск. М.П. Ковтун, м. Київ                          | ск. з/бетон, пост.цегла              | ск. 1,65 м, п. 1,6х3,6х1,6 м               | № 313 10.06.1971 р.            |
| 89.                | 211     | Пам’ятник 195 воїнам-односельцям, загиблим на фронтах ВВВ | с. Торків, Торківська с/р, біля с/р.                                   | 1941—1945 рр.                         | 1981 р.                      | ск. Данилівський                                  | з/бетон                              | ск. 4 м, п. 3 м                            | № 75 20.02.1985 р.             |
| 90.                | 975     | Братська могила 10 воїнів Радянської Армії, загиблих при звільненні села | с. Холодівка, Холодівська с/р, біля контори СТОВ                       | 1944 р.                               | 1953 р.                      | Київський худ. фонд                               | ск. з/бетон,пост. цегла              | ск. 2,5 м,п.2,7х1,2х1 м                    | №313 10.06.1971 р.             |
| 91.                | 179     | Пам’ятник 209 воїнам-односельчанам, загиблим на фронтах ВВВ | с. Холодівка, Холодівська с/р, біля Будинку культури                   | 1941—1945 рр.                         | 1983 р.                      | Київський худ. фонд                               | з/бетон                              | ск. 2,5 м, п. 1,9 м                        | № 228 22.05.1986 р.            |
| 92.                | 976     | Братська могила 34 воїнів Радянської армії, загиблих при обороні села | с-ще Шпиків, Шпиківська сел/р, за 2 км від селища                      | 1944 р.                               | 1950 р.                      | Харків. худ. фонд                                 | ск. з/бетон, пост. цегла             | ск. 1,6 м, п. 1,4х1,2х1,45 м               | № 313 10.06.1971 р.            |
| 93.                | 983     | Пам’ятник 295 воїнам-односельчанам, загиблим на фронтах ВВВ | с-ще Шпиків, Шпиківська сел/р, вул. Леніна                             | 1941—1945 рр.                         | 1967 р.                      | ск. О. П. Прокопенко, м. Київ                     | ск. з/бетон, пост. цегла             | ск. 3,5 м, п. 2х3,5х2,5 м                  | № 313 10.06.1971 р.            |
| 94.                | 984     | Пам’ятник 253 воїнам-односельцям, загиблим на фронтах ВВВ | с. Шура-Копіївська, Шура-Копіївська с/р, біля школи.                   | 1941—1945 рр.                         | 1967 р.                      | Київський худ. фонд                               | ск. з/бетон, пост. цегла             | ск. 2,6 м, п. 2х1,1х1,1 м                  | № 313 10.06.71 р.              |
| 95.                | 985     | Пам’ятник 300 воїнам-односельчанам, загиблим на фронтах ВВВ | с. Юрківка, Юрківська с/р, біля с/р                                    | 1941—1945 рр.                         | 1967 р.                      | Київський худ. фонд                               | ск. з/бетон, пост. цегла             | ск. 2,6 м, п. 2х1,1х1,1 м                  | № 313 10.06.71 р.              |
| 96.                | 1178    | Будинок, в якому жив український письменник Я. Д. Качура | с. Юрківка, Юрківська с/р, вул. Я. Качури,17                           | 1897—1914 рр., мем. дошка 1950 р.     | 1960 р.                      | невідомі                                          | дерево                               | заг. пл. 75 м²                             | № 313 10.06.1971 р.            |
|                    |         | |                                                                        |                                       |                              |                                                   |                                      |                                            |                                |

## Джерело
- [Архівовано 19 червня 2012 у Wayback Machine.] Пам'ятки Вінницької області